# Паскал Сиакам
Паскал Сиакам (на английски: Pascal Siakam) е камерунски баскетболист, играещ в отбора от НБА „Индиана Пейсърс“. Започва юношеската си кариер в „Ню Мексико Стейт“, където играе от 2014 до 2016 година. През 2016 година е изтеглен в драфта на НБА на 27-а позиция от отбора на „Торонто Раптърс“.
Сиакам играе в Торонто от 2016 до 2024 година, като става шампион на НБА през 2019 година, когато побеждават „Голдън Стейт Уориърс“ във финала. През 2025 година отново достига до финалите на НБА, но този път с отбора на „Индиана Пейсърс“.
Роден е в Дуала, Камерун, като е най-младият от четири братя. Започва да учи в семинария на 11 години, но на 15 се отказва да бъде католически свещенник.

## Успехи
- Шампион на НБА с „Торонто Раптърс“: 2019
- Мач на звездите в НБА: 2020, 2023, 2025